# Barbizon 63
Barbizon 63, offiziell Barbizon/63, früher Barbizon Hotel for Women, The Barbizon und Melrose Hotel, ist ein denkmalgeschütztes Hochhaus in Manhattan in New York City, Vereinigte Staaten. Das Gebäude beherbergte bis 1981 ein Wohnhotel ausschließlich für Frauen, seit 2006 sind hier hauptsächlich Eigentumswohnungen untergebracht.  

## Beschreibung
Das ikonische Bauwerk befindet sich im Viertel Lenox Hill im Stadtteil Upper East Side an der Südostecke East 63rd Street und Lexington Avenue. Die Adresse lautet 140 East 63rd Street. Drei Blocks westlich liegt der Central Park.
Das Hochhaus wurde von den Architekten Everett F. Murgatroyd und Palmer H. Ogden entworfen und von März 1927 bis Februar 1928 erbaut. Die Eröffnung fand noch vor der endgültigen Fertigstellung am 1. Oktober 1927 als Barbizon Hotel for Women statt. Das Gebäude ist 84,8 Meter (278 Fuß) hoch und besitzt 23 Stockwerke. Architektonisch besteht das Gebäude aus einer Mischung der Stile Neorenaissance, Neugotik und Orientalischer Baustil. Es ist, wie zu der damaligen Bauzeit meist üblich, in einen dreistöckigen Sockel, einen 15-stöckigen Schaft und einen fünfstöckigen Turm unterteilt. Die Fassade besteht aus rötlich-braunen Ziegeln mit Kalkstein- und Terrakotta-Verzierungen.  Die Stockwerke über dem Sockel beherbergten ursprünglich 655 Schlafzimmer und später 306 Hotelzimmer. Seit 2006 sind hier 66 Eigentumswohnungen untergebracht.
Das 1927 eröffnete Hotel war bis 1981 der Wohnort nur für zumeist in der Kultur tätige Frauen, das ihnen bei strengen Regeln eine gewisse Sicherheit bot. Männern war der Zutritt nur zur Lobby, zum Speisesaal und zum Konzertsaal gestattet. Das Gebäude beherbergte des Weiteren in den 1930er bis 1960er Jahren zahlreiche Clubs und Unternehmen wie das Mademoiselle-Magazin, die Katharine Gibbs Secretarial School und die Ford Modeling Agency. Barbilex Associates, gebildet von Fuad Abdalla und dem indischen Unternehmen Oberoi Hotel Management Group, kauften im Mai 1980 das Hotel. Anfang 1981 benannten sie das Hotel in „Barbizon Hotel“ um und es nahm am 14. Februar 1981 erstmals männliche Gäste auf. Nach weiteren Besitzerwechsel kaufte 2001 die Berwind Property Group das Barbizon und unterzog es einer Renovierung. Von 2005 bis 2006 wurde das Hotel unter der Leitung von Nancy Ruddy vom Architekturbüro CetraRuddy in 66 Eigentumswohnungen umgewandelt und in „Barbizon/63“ umbenannt. Im dreigeschossigen Sockel hat sich Stand 2024 ein Equinox-Fitnessstudio angesiedelt.
Am 29. Oktober 1982 wurde Barbizon/63 in das National Register of Historic Places eingetragen. Die New Yorker Landmarks Preservation Commission (LPC) erklärte am 17. April 2012 das Bauwerk zu einem Wahrzeichen der Stadt.

## Ansichten

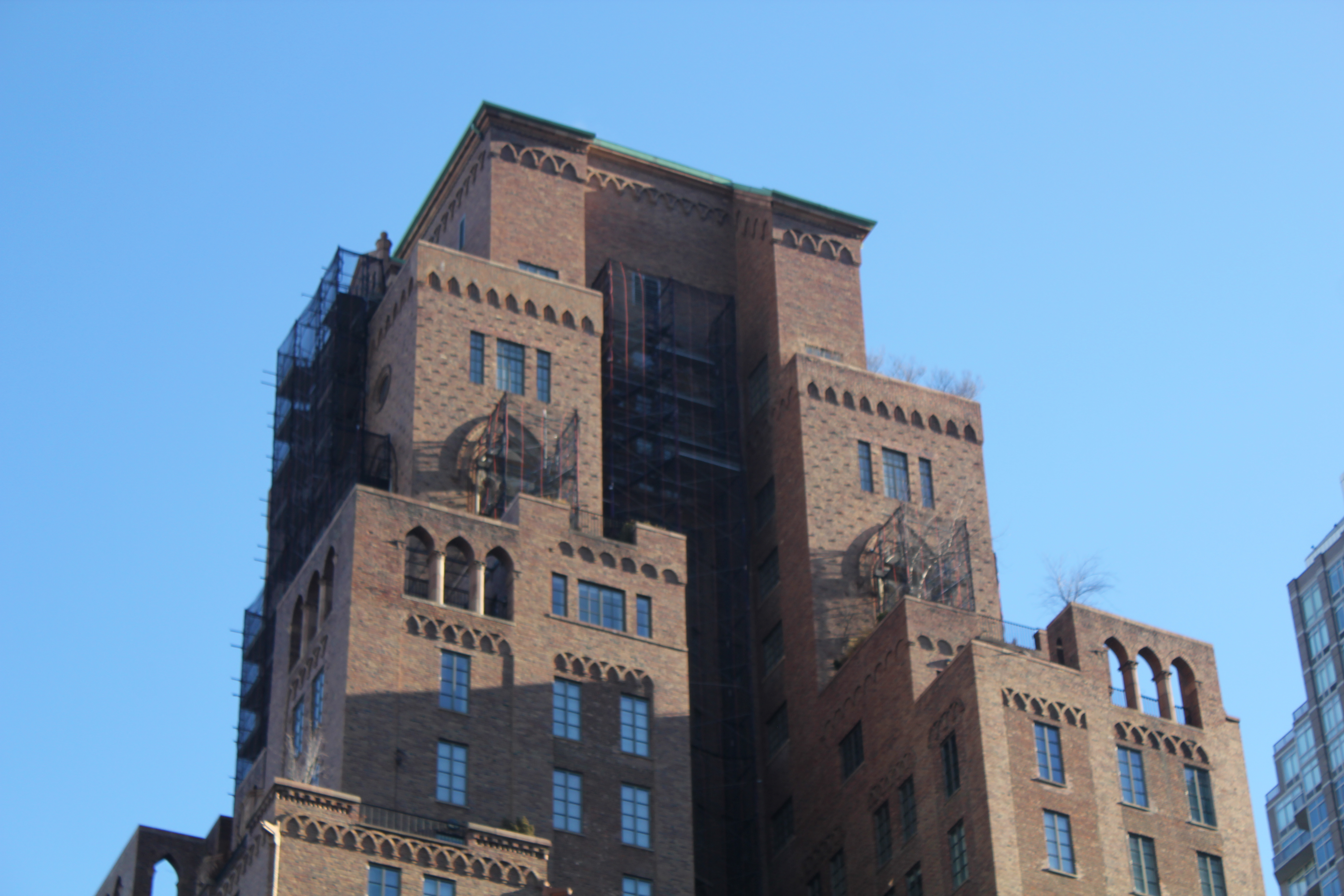
Mit Rücksprüngen gestaffelte Krone
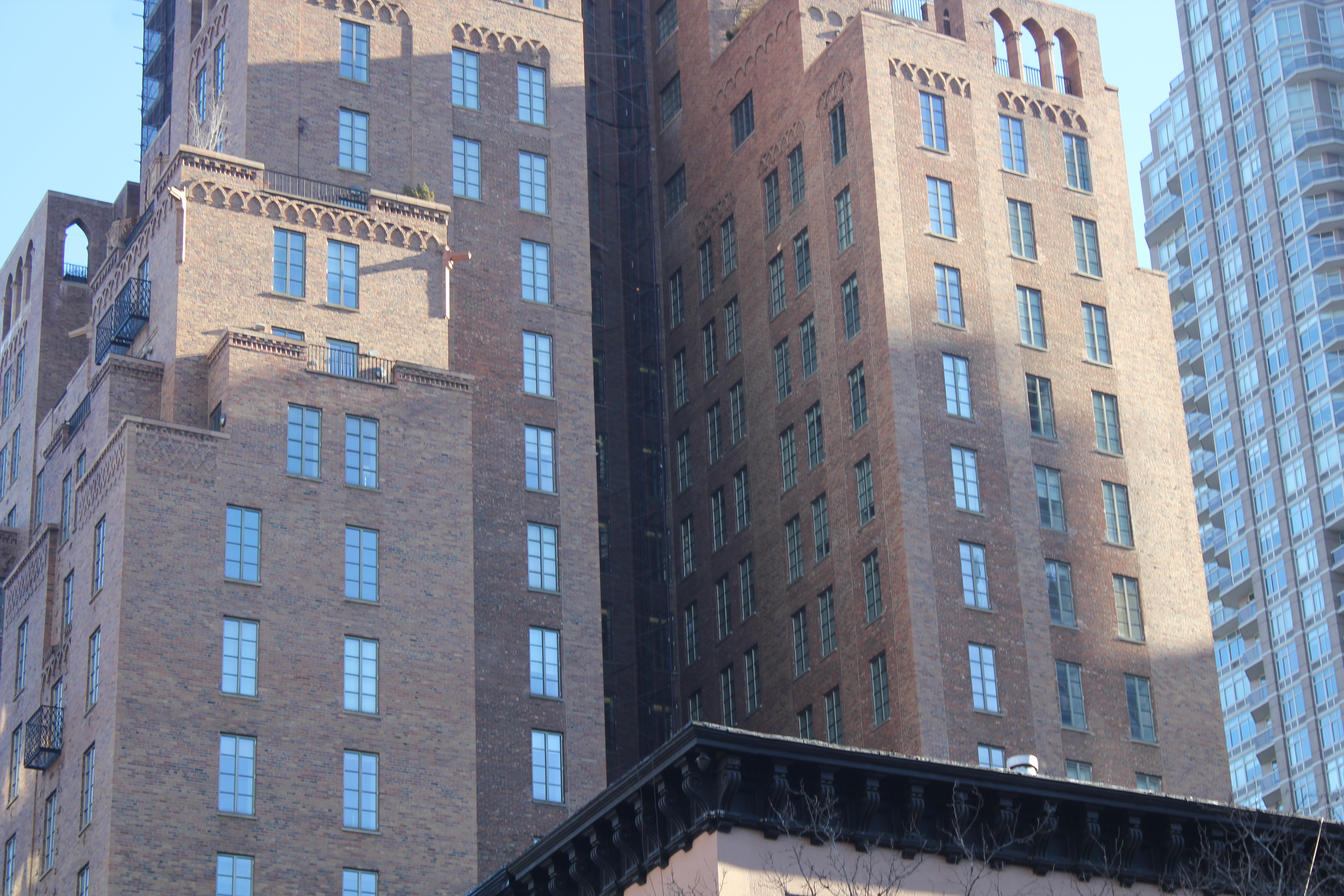
Orientalische Verzierungen
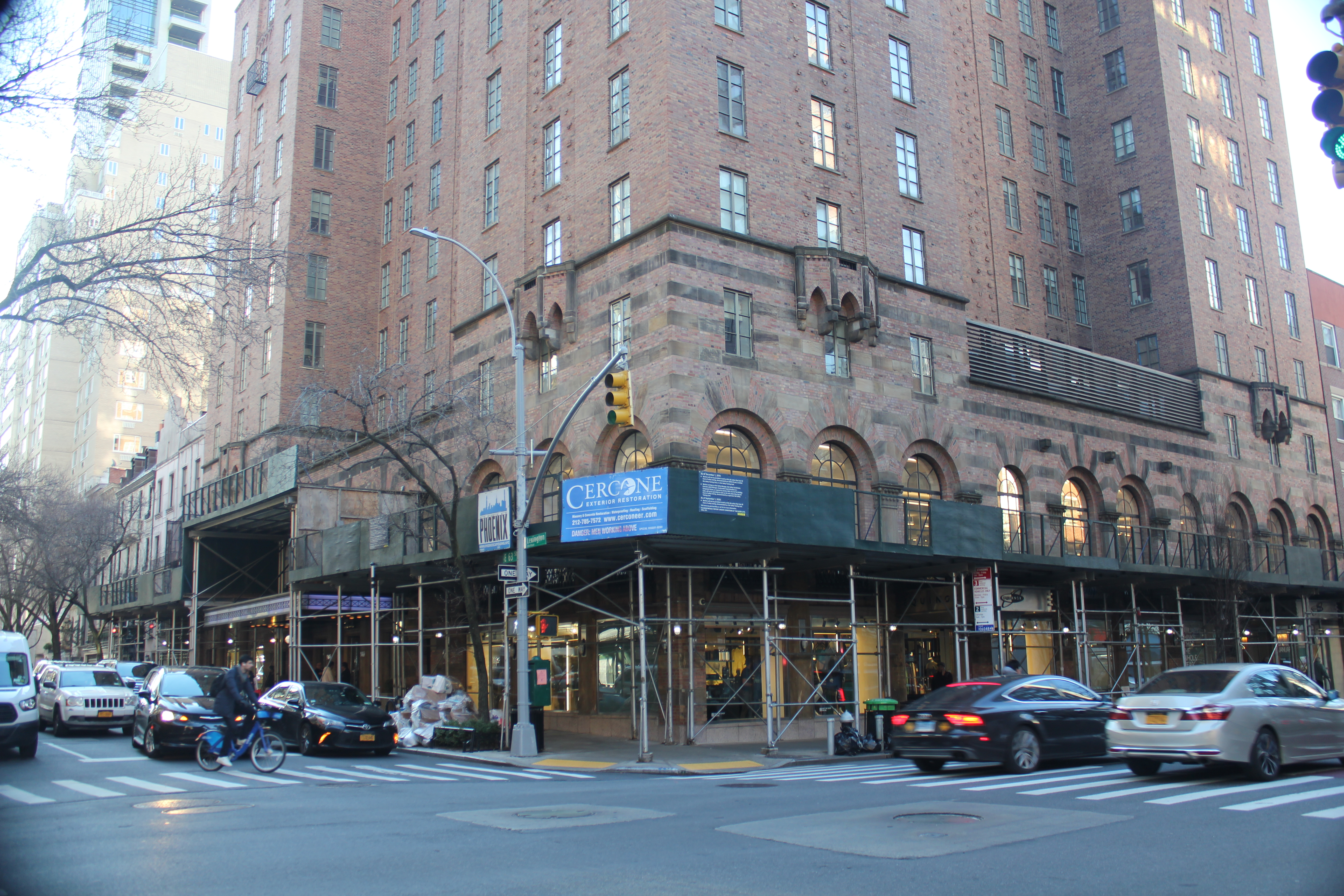
Der Sockel mit gotischen Elementen
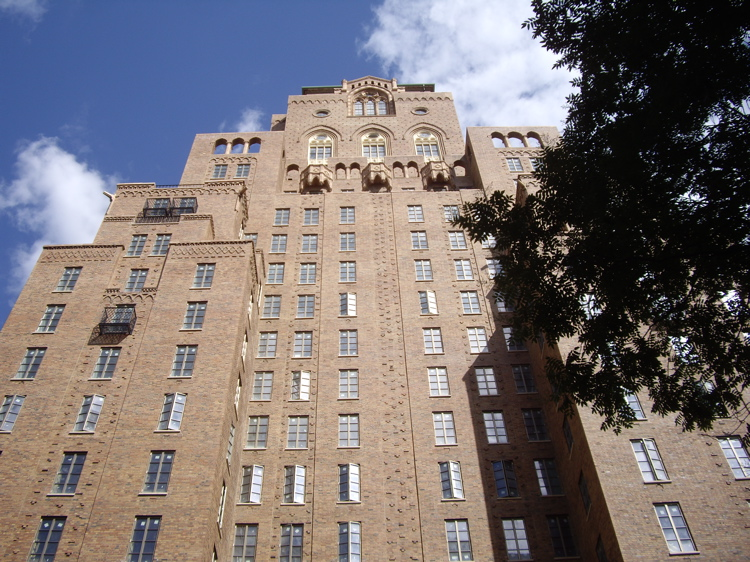
Vertikale Ansicht, Juli 2007

## Prominente Bewohnerinnen
Im Barbizon/63 hatten zahlreiche prominente Frauen zeitweise ihr Zuhause (Auswahl).
- Barbara Bel Geddes (1922–2005), Schauspielerin
- Margaret Brown (1867–1932), Frauenrechtlerin, überlebte den Untergang der Titanic
- Barbara Chase-Riboud (* 1939), Autorin und Bildhauerin
- Farrah Fawcett (1947–2009), Schauspielerin
- Tippi Hedren (* 1930), Schauspielerin
- Grace Kelly (1929–1982), Schauspielerin, Oscar-Preisträgerin und Fürstin von Monaco
- Cloris Leachman (1926–2021), Schauspielerin
- Ali MacGraw (* 1939), Schauspielerin
- Liza Minnelli (* 1946), Schauspielerin und Sängerin
- Phylicia Rashād (* 1948), Schauspielerin und Sängerin
- Nancy Reagan (1921–2016), Schauspielerin und First Lady der Vereinigten Staaten
- Cybill Shepherd (* 1950), Schauspielerin und Sängerin
- Mona Simpson (* 1957), Autorin
- Jaclyn Smith (* 1945), Schauspielerin